# Neville Dickie
George Neville Dickie (* 1. Januar 1937 in Durham) ist ein britischer Boogie-Woogie- und Stride-Pianist.

## Leben und Wirken
Dickie hatte ab dem elften Lebensjahr Klavierunterricht und erste Auftritte mit 16 Jahren. Nach Ableistung eines zweijährigen Militärdienstes bei der RAF tourte er in einem Quartett, das er mit Alan Harrison leitete, durch den Norden. 1958 verließ Dickie seine Geburtsstadt Durham und zog nach London, wo er in verschiedenen Pubs und mit der Cannonball Band auftrat. Doreen Davies, die zu dieser Zeit den Sender BBC Radio 2 leitete, entdeckte ihn bei einem Probespielen der BBC und förderte seine Karriere; er war in den folgenden Jahren an Hunderten von Sendungen von BBC Radio beteiligt. Des Weiteren spielte Dickie zahlreiche Schallplatten ein, darunter Duette mit dem  Pianisten Louis Mazetier. 1969 hatte Dickie einen Top-40-Hit mit der Single „Robin’s Return“, die #33 der britischen Singles-Charts erreichte.
Sein Album Back to Boogie (1975) verkaufte sich in über 100.000 Exemplaren. Seit 1976 war er wiederholt in Nordamerika auf Tournee. 1985 gründete Dickie die Band Rhythmakers. Im Bereich des Jazz war er zwischen 1966 und 2008 an 83 Aufnahmesessions beteiligt, neben seinen Soloproduktionen Aufnahmen von Brian Green’s Dixie Kings, Carl Spencer’s Washboard Kings, Brian White & Magna Jazz Band, John Petters, Alain Marquet/Bent Persson Melody Boys, Alan Elsdon und The Hot Five Jazzmakers.

## Diskografie
- Ragtime Piano (1966)
- The Robin’s Return (1969)
- Back to Boogie (1975)
- Eye Opener (1982)
- Taken in Stride (1985)
- Neville Dickie Meets Fats, the Lion, and the Lamb (1988)
- The Piano Has It (1993)
- Harlem Strut (1996)
- Neville Dickie & His Rhythm Kings Shout for Joy featuring Al Casey & Dick Morrissey (Southland 1997)
- Oh Play That Thing (1998)
- Charleston Mad (1998)
- Shout for Joy (1999)
- Neville Dickie & Norman Emberson Never Heard Such Stuff! (Stomp Off Records 2004)
- Neville Dickie, Buddha Scheidegger, Mike Goetz, Dave Ruosch Stride Summit (2004)
- To Be Played Any Time (2005)
- Don't Forget to Mess Around (2005)
- My Little Pride and Joy (2006)
- By Request (2007)
- Strut Miss Lizzie  (2008)
- Stridin' The Blues Away (2008)
- Show Stoppers (2010)

## Lexigraphische Einträge
- John Chilton: Who's Who of British Jazz London: Continuum 2004; ISBN 0-8264-7234-6  (2. Aufl.)